# Ischnomera cinerascens
Ischnomera cinerascens là một loài bọ cánh cứng trong họ Oedemeridae. Loài này được Pandelle miêu tả khoa học năm 1868.